# Bitwa pod Jemappes
Bitwa pod Jemappes – starcie zbrojne, które miało miejsce 6 listopada 1792 roku podczas wojny Francji z pierwszą koalicją.
W wyniku bitwy armia francuska pod dowództwem generała Charlesa Dumourieza po całodziennych krwawych walkach pokonała wojska austriackie dowodzona przez księcia Alberta Saskiego-Cieszyńskiego i feldmarszałka François de Croix de Clerfayt. Zwycięstwo pod Jemappes spowodowało zmianę postawy Belgów w stosunku do sił francuskich, które uznano za wyzwolicieli kraju.

## Bitwa
Armia austriacka licząca 13 200 żołnierzy i 50 dział zajmowała pozycje na zachód od Mons. Prawe skrzydło znajdowało się we wsi Quaregnon przed Jemappes, natomiast lewe obejmowało wieś Cuesmes. Cały front armii austriackiej miał długość 7 kilometrów i pokryty był redutami i rowami.
Dowódca armii francuskiej, liczącej 45 000 żołnierzy i 100 dział, generał Dumouriez, zamierzał odciąć Austriakom drogę odwrotu i w tym celu wysłał dywizję generała d'Harville by po obejściu Mons przejęła kontrolę nad drogą brukselską. Sam natomiast na czele lewego skrzydła uderzył z samego rana na prawe skrzydło Austriaków, których wyparł z Quaregnon, po czym zaatakował Jemappes. Choć Austriacy odparli natarcie prawego skrzydła francuskiego na Cuesmes, w obawie przed oskrzydleniem rozpoczęli odwrót w kierunku Mons. Wówczas Dumouriez stanął na czele prawego skrzydła i ruszył z nim do ponownego natarcia, w wyniku którego po południu zajął Cuesmes. Ponieważ d'Harville nie zdołał przejąć drogi brukselskiej, armia austriacka zdążyła się wycofać.
W bitwie Francuzi stracili 4 000 zabitych i rannych, natomiast Austriacy 7 000 zabitych i rannych oraz 8 dział.

## Upamiętnienie
Bitwa ta jest wymieniona na Łuku Triumfalnym w Paryżu.